# Remi Vaughan-Richards
Remi Vaughan-Richards es una directora de cine y productora nigeriana. 

## Primeros años y educación
Remi Vaughan-Richards nació en Nigeria, es una de las cuatro hijas del arquitecto británico Alan Vaughan-Richards (1925-1989) y Ayo Vaughan (1928-1993), una enfermera de una familia importante de Lagos cuyo patriarca fue el artesano del siglo XIX, Scipio Vaughan. Todos los miembros de esa familia usan el apellido separado por un guion, Vaughan-Richards. En cuanto a su formación, asistió a la Universidad Kingston y al Royal College of Art de Londres.

## Carrera
Vaughan-Richards comenzó su carrera de cineasta trabajando en el departamento de arte de películas como Judge Dredd (1995) y Eyes Wide Shut (1999). En 2015 dirigió The Department, estrenada en el festival de Lagos Lights, Camera Africa!!!. Vaughan-Richards también estuvo contratada por el Servicio Mundial de la BBC para filmar numerosos docudramas, como por ejemplo Wetin Dey y One Small Step. En 2015 la revista Pulse la nombró una de las «Nueve directoras que deberías conocer» en la industria de Nollywood.
Vaughan-Richards pasó seis años filmando Faaji Agba (2016), un largometraje documental acerca de la historia de la escena musical de Lagos, relatada por músicos de trayectoria, reunidos por el vendedor de discos Kunle Tejuoso. También es directora creativa de la compañía Singing Tree Films. Su película Unspoken fue elegida para figurar en el sexto Festival Internacional de Cine de África (AFRIFF), que tuvo lugar en Lagos, en noviembre de 2016. En 2019 apareció en el catálogo Polaris de la plataforma Visual Collaborative; fue entrevistada junto con otros cineastas del mundo.

## Vida personal
Ella vive en una casa de Lagos llamada Alan Vaughan-Richards House (AVR), diseñada por su padre. También estuvo involucrada en la preservación de dicho edificio y los papeles de su padre, así como en la arquitectura histórica de Lagos en general. Tiene ascendencia yoruba, británica y cheroqui.

## Premios
- 2016: Africa Magic Viewers' Choice Awards por Faaji Agba.[14]